# アンソニー・ニース
アンソニー・ニース（Anthony Nese、1985年8月6日 - ）は、アメリカのプロレスラー。現在はトニー・ニース（Tony Nese）のリングネームでWWEに所属している。

## 来歴
ニースは2005年9月23日のニューヨーク・レスリング・コネクション（New York Wrestling Connection / NYWC）のバトル・ロイヤルでデビューしている。11月にマット・マーベリク（Matt Maverick）のリングネームで正式にデビュー。その後はリングネームを縮めてマーベリック（Maverick）の名前で様々なインディー団体へ参戦し、2008年にはECWAのSuper 8 Tournamentに出場、一回戦でロビー・Eを破るが準決勝でアデン・チャンバーに敗れている。2009年にはROHのダークマッチに登場していた。
2011年の6月にTNAのXディヴィジョン・ショーケース・トーナメントに登場し、ジャック・エヴァンス、ジェシー・ソーレンセンの3wayマッチに出場するもエヴァンスからピンフォールを奪われてしまっている。8月中旬バックステージに登場、その翌週にはTNAと正式に契約している。しかし、Xディヴィジョン王座への挑戦を賭けたガントレット・マッチに敗れるとあまり試合に出場できずにいた。11月にジーマ・ザイオンとGenesisでXディヴィジョン王座への挑戦権を賭けた3連戦に挑むが2-1で負けてしまっている。
翌2012年3月のオースチン・エイリース、キッド・カッシュ、ジーマ・ザイオンの4wayマッチに出場したのを最後に登場しなくなり、5月中旬にTNAにリリースを要求し、TNAから正式にリリースされている。
TNA解雇後はインディー団体に戻り、デビューしたニューヨーク・レスリング・コネクションやプロレスリング・シンジゲード（Pro Wrestling Syndicate / PWS）に参戦している。この頃からリングネーム本名のアンソニー・ニース（Anthony Nese）にしている。ニースはPWSトライ・ステイツ王座を獲得、無敗を誇っていた。その後短い期間マット・ハーディーの抗争を開始している。2012年11月に3wayでスターマンにフォールを奪われてトライ・ステイツ王座を落としてしまっている。
2013年初頭からドラゴンゲートUSAとEVOLVEで活動を開始するようになる。1月上旬にTNA One Night OnlyのX-Travaganzaに出場、リチャード・キャメロンとタッグを組みダグ・ウィリアムスとキッド・キャッシュと対戦するがウィリアムスのカオスセオリー・スープレックスでニースがフォールを奪われ負けている。
10月にFWE（Family Wrestling Entertainment）でFWEトライ・ブロウ王座保持者のポール・ロンドンと対戦している。11月にドラゴンゲートのツアーに参加するために初来日。11月3日のTHE GATE OF DESTINYで堀口元気H.A.Gee.Mee!!の持つオープン・ザ・ブレイブゲート王座に挑戦するもバックスライド・フロム・ヘブンでタイトル奪取とはならなかった。9日にはアメリカへ戻り、トミー・ドリーマー主催のハウス・オブ・ハードコア（House of Hardcore）に出場、ピーティー・ウィリアムズとアレックス・レイノルズから勝利している。
2016年、WWE主催のWWEクルーザー級クラシックにトニー・ニース（Tony Nese）のリングネームで出場、1回戦アンソニー・ベネットに勝利も、2回戦ブライアン・ケンドリックに敗退。11月、正式にWWEと契約を交わし「WWE 205 Live」に出場している。
2019年4月7日、WrestleMania 35 KickoffでWWEクルーザー級王者のバディ・マーフィーに挑戦。終盤にターンバックルへのジャーマン・スープレックスからランニング・ニースを決めて勝利。王座を戴冠した。

## 得意技
ランニング・ニース
WWEでのフィニッシャー。コーナーに座っている相手にニー・スマッシュを極める。
パンプハンドル・リバースパイルドライバー
パイルハンドル式リバースパイルドライバー
パンプハンドルみちのくドライバー
パンプハンドル式みちのくドライバーII
変形リバース・パイルドライバー
相手の股下に頭を差し込み相手の両足を掴み体を起こして相手を逆さ吊りの状態で相手の両足を自身の両脇に抱え直し体を軽くジャンプさせて正座をする様な形でマットに着地し、上下逆さまになった相手の頭部をマットへ打ちつけてそのままフォールを奪う。
450スプラッシュ
フィニッシャー
ジャーマン・スープレックス
ターンパックル ジャーマンスープレックス
ムーンサルト・プレス
トップコーナーからやスプリングボード式を好んで使用する。
スープレックス
スーパープレックス
ノーザンライトSH
ガットバスター
ドロップキック
コーナー（トップロープ）併用ハイキック
延髄斬り
スーパーキック
クローズライン
スーサイドダイブ

## 獲得タイトル
WWE
- WWEクルーザー級王座 : 1回

WWC
- WWCライト・ヘビー級王座 :1回
- WWCニューヨーク・ヘビー級王座 :1回

MMWA
- MMWAヘビー級王座 :2回

GLAPW
- GLAPWミシガン王座 :1回

NYWC（New York Wrestling Connection）
- NYWCタッグチーム王座 :1回 （w/プラズマ）
- NYWCインターステイツ王座 :1回
- NYWCファッション王座 :1回

PWS（Pro Wrestling Syndicate）
- PWSトライ・ステイツ王座 :1回